# Септична яма
Септична яма е съоръжение, предназначено за пречистване на отпадни води в малки количества. За денонощие може да се пречистят от 20 до 50 m3. Произлиза от гръцки език „septikos“, което означава прогнил. На английски тези камери се обозначават като Septic tank. Независимо от формата, конструкцията и използваните материали за изграждането на такова съоръжение, в България за еднофамилните жилища е популярно и се използва и наименованието помийна яма. Това съоръжение се използва за локално очистване на отпадни битови и промишлени води там където няма изградена централна канализационна мрежа, или има специални изисквания към замърсяването на изхвърлените отпадни води в канализацията (например от кланици, сервизи за машини и автомобили с големи замърсявания с минерални масла и др.). Ямата не е съоръжение за окончателно пречистване на водите. Септичната яма усвоява около 90 процента от съдържанието на замърсители във вече използваната вода. Водата излизаща от него е бистра, но след това допълнително преминава и през биологично пречистване или други мерки за доочистване – филтри (например пясъчно-чакълести), естествено почвено филтриране чрез попивно поле или по-рядко чрез включване към канализационната система.

## Устройство и принцип на работа на септичната яма
Септичните ями са проточни съоръжения, изграждани за малки обекти като фамилни жилища, които имат отпадъчни води до 10 куб. м в денонощие, или неголеми промишлени обекти и обекти за хранене с по-голям разход на вода. Септичната яма е хоризонтален утайник, с гравитачен теч на отпадните води. Изгражда се под земята и се състои от една до три камери, през които минава замърсената вода. Затваря се херметически, доколкото позволява конструкцията, но има отвори за почистване и вентилационен отвор. Битовите отпадъци се третират анаеробно, в резултат на което се натрупват утайки и се налага и периодично почистване на натрупания на дъното шлам. Съдържанието на камерата на септичната яма не се размесва с някакви механични средства – разчита се на турбуленцията създавана от втичащите се води. Водата, пречистена в някаква степен от биологични и други отпадъци се попива от хидравличната пропускливост на почвата. В зависимост от броя на камерите, биват:
- с една камера;
- с две и повече камери.

### Пречистване
В септичните ями отпадните води престояват от 6 до 72 часа. Тежките частици във водата за пречистване потъват на дъното и се пречистват анаеробно и се утаяват. Маслата и мазнините от всякакъв характер изплуват на повърхността и образуват пяна.
С течение на времето, твърдите частици, които се утаяват на дъното се разграждат анаеробно. Въпреки това, скоростта на натрупване е по-бързо от скоростта на разлагане, като натрупаните утайки трябва периодично да се отстраняват. Престоят на утайките повече от 6 месеца до поредното почистване, е достатъчен период за изгниването им. Разграждането и процесите на гниене зависят от околната температура. На места с по-ниска средногодишна температура разграждането на замърсителите е по-бавно и не е така ефективно. При нормална температура за времето на престоя и анаеробното разграждане на разтворените и колоидните вещества протича непълно само във фаза на кисело гниене, което не е достатъчно и компрометира този метод за пречиствана на отпадните води.
Септичната яма е своеобразен мазниноуловител. Остатъците от храни, растителни и животински мазнини и други органични продукти образуват покритие от пяна. Пяната се разгражда бавно и отделя неприятни миризми. Ако не се въздейства с биологични средства, отделянето ѝ става чрез изпомпване и последваща обработка в пречиствателни станции, което оскъпява експлоатацията на съоръжението.
За ускоряване на процесите на гниене се използват биологични активатори, които са ензимно-бактериален комплекс за разлагане съдържанието на септичните ями до воден разтвор, с което отлагащите се продукти в септичните ями се просмукват в почвата и намаляват да минимум обема си.
Биологичното пречистване на водата, вследствие хидравличната пропускливост на почвата, се осъществява на разстояние от 100 до 200 метра от съоръжението по посока на течението на подпочвените води.

## Изисквания

### Обем
При оразмеряване на подобни съоръжения е прието като норма, консумацията на вода в България да е 175 литра на човек на ден. Това е и основният критерии при изграждането на септична яма за отпадни води от фамилната къща. Обемът на утаителната част (а ако има и изгнивателна камера), за тричленно семейство трябва да има минимален капацитет 2360 литра (2,63 куб. м. вместимост). Това е минимален обем, тъй като се има предвид, че част от този обем ще бъде запълнен от гниещи отпадъци. В този смисъл септичната яма винаги трябва се изгражда с по-големи размери.
При построяване на такова съоръжение за обществени сгради (училища, ресторанти, сборен колектор на жилищен комплес и др.) или промишлени предприятия (сервизи, кланици, месопреработвателни и консервни предприятия), трябва не само да се направят необходимите конструкторски изчисления за обема отпадни води, но и да се създадат предписания за експлоатация и контрол с оглед създаване на най-добри условия за опазване на околната екологична среда.

### Избор на място
Създадени са изисквания и норми за определяне мястото за изграждани на септични ями. Обикновено ямите не се изграждат на места с високи подпочвени води, или крайречни места подложени на чести наводнения. До ямата трябва да има достъп за механизирана техника за почистване, тъй като това е операция, провеждана с честота от 6 месеца до 5 години. Необходимо е ямата да се вентилира от миризливите и евентуално вредни газове. Поради това нейното разположение не трябва да бъде в близост до обитаеми помещения от собственика или неговите съседи. Изграждането на септична яма трябва да се направи по-далеч от 10 метра от сградата по посоката на наклона и подпочвените води. Попивните полета се изграждат на 20 метра от сградата по посока на наклона на терена. Отстоянието от кладенци и сондажи за питейна вода да е по-голямо от 100 метра, за да се обезпечи необходимото биологично пречистване. Цялата конструкция – отходна канализация, септична яма, вентилационни отдушници и попивни полета, трябва да са разположени в двора на собственика.

### Конструктивни особености
Изискванията към канализационната мрежа, свързваща източника на отпадни води и септичната яма, е свързването да се направи с прави тръби без завой, за да се предотврати задръстване. Наклонът на канализацията да е 0.5-1% или повече.
При изграждането на двукамерна (или повече) септична яма, първата камера трябва да е по-голяма от 50% от общия обем. Това изискване е само заради натрупването в първата камера на значителна част от съдържанието на твърди частици и органични вещества.

## Конструкция
Първият вид септични ями може да се разглеждат като съоръжения изградени от камери от водонепропускливи материали – бетон, РVС, фибростъкло или пластмаса, където отпадните води се вливат за първоначална обработка и чрез анаеробни процеси значително се намаляват твърдите и органичните вещества. По начина на използваните материали биват:
- Пластмасови цилиндрични контейнери, лесни за монтаж, но не особено трайни в режим на експлоатация.
- Стоманобетонни конструкции – монолитно изградени или от сглобяеми панели. Тези септични хигиенни съоръжения се изграждат с от една до три последователно свързани камери. Така последователно се осъществява процесът на утаяване, процесът на изгниване и процесът на обеззаразяване на водата. В първите две камери се осъществява процесът на утаяване и анаеробно разграждане на органичните вещества и натрупване на дъното им като утайки. Тези значително по-големи и по-скъпи съоръжения се използват от ресторанти и столове за хранене, предприятия от хранително вкусовата и консервна промишленост, сервизи и други. Тези големи септични ями и мазниноуловители трябва да разграждат и усвояват органични отпадъци, животински, растителни и минерални масла, тоалетна хартия, нишесте и др. чрез помощта на препарати на базата на микроорганизми и ензими. Пречистената вода се насочва към попивно поле или се включва към канализационната мрежа.

Вторият вид септични ями са водопропускливи. Септичните ями за фамилна употреба обикновено се изграждат еднокамерни. Поради недостатъците ѝ, се изграждат и двукамерни такива съоръжения, в който водата освободена от утаени отпадъци с преливник постъпва във втора камера. Камерата се изгражда от суха каменна зидария, гуми или плътен дървен кофраж като пропускат водата в почвата. Това са попивни камери и при тях не се налага отвеждането на водата до попивно поле, освен ако специално не е построена втора камера с преливник и отвеждана на водата. По начина на използваните материали биват:
- еднокамерна или двукамерна (значително по-рядко), изградена със суха каменна зидария. Недостатъкът ѝ е, че независимо от почистването, нейната хидравлична пропускливост към почвата ще намалява с течение на времето.
- Практикува се изграждането на еднокамерни дървени септични ями, или такива с подредени една върху други тракторни гуми с голям размер, против обрушването на пръстта. Тези еднокамерни попивни ями са забранени със закон в много държави, както не се препоръчва изграждането им и в България.

## Нови алтернативни решения
Нови модерни алтернативни решения против използването на септичните ями са разработени и се прилагат в САЩ. Това е автоматизирана система от ново поколение, която работи с изпаряване на водата от фекалните отпадни води и преработка на сухото вещество в компост. С монтирането на подобна инсталация отпада необходимостта от септична яма и попивно поле за биологично пречистване на водата. Компостът се използва за наторяване. Прилагането на този метод с подобен технологичен цикъл за очистване има висока стойност от екологична гледна точка.

## Галерия
- Монтаж на камери на септична яма
- Схема на еднокамерна септична яма
 1. Капак за контрол и почистване;
 2. слой пяна на повърхността;
 3. Вода;
 4. Утаен шлам.
- Септична яма с използването на специален пластмасов съд